# Physique classique
La physique classique désigne d'une manière générale l'ensemble des théories physiques antérieures à l'avènement de théories plus récentes, plus complètes, ou dotées d'un domaine d'application plus vaste. Lorsqu'une théorie physique qui a cours actuellement est considérée comme moderne, et si son introduction a représenté un changement de paradigme majeur, les théories précédentes (ou les théories nouvelles basées sur le paradigme antérieur) seront souvent considérées comme relevant de la physique « classique ».
Par exemple, les lois de la gravitation universelle établies par Newton à la fin du  XVIIème siècle, constituaient une théorie moderne à l'époque ; elles ont prévalu pendant 2 siècles, jusqu'au début du XXème siècle où la relativité générale d'Einstein l'a supplantée, en la généralisant, comme théorie moderne de la gravitation.
En cela, la définition d'une théorie classique dépend du contexte. Le plus souvent, le terme de physique « classique » fait référence à l'ensemble des théories physiques développées jusqu'à la fin du XIXe siècle tandis que l'on parle de physique moderne pour les théories postérieures à 1900. Les concepts de la physique classique sont souvent mis en œuvre lorsque les théories modernes sont d'une complexité superflue dans une situation donnée : pour étudier la trajectoire d'un objet du quotidien dans un champ de pesanteur, la sophistication de la relativité générale est superflue par rapport aux lois newtoniennes plus simples.

## Vue d'ensemble
La notion de théorie classique possède au moins deux sens distincts en physique. Dans le contexte de la mécanique quantique, il s'agit des théories physiques – telles que la mécanique classique et la relativité – qui ne font pas appel au concept de quantification (introduit par Planck en 1900 sous le nom d'« hypothèse des quanta »). De même, la théorie classique des champs (en) désigne la relativité générale et l'électrodynamique classique, qui sont indépendantes de la mécanique quantique. Dans le contexte de la relativité, restreinte et générale, les théories classiques sont celles qui obéissent au principe de relativité galiléenne.

Domaine de la mécanique classique

En première approximation, les objets dont la vitesse est inférieure à celle de la lumière relèvent de la physique classique ; la taille distingue les objets "quantiques" des objets "classiques", même si le critère le plus pertinent est la quantité d'action des objets par rapport au quantum introduit par Planck.
Selon le point de vue adopté, les branches de la physique pouvant être qualifiées de « classiques » sont :
- la mécanique newtonienne (ou classique), théorie du mouvement des objets macroscopiques caractérisés par leur masse [6]:
  - lois du mouvement de Newton (I. Newton vers 1666) ;
  - développement ultérieur de la mécanique analytique avec les formalismes lagrangien (J.L. Lagrange, 1788) et hamiltonien (W.R. Hamilton, 1833) ;
- l'électrodynamique classique (ou électromagnétisme classique), théorie du champ électromagnétique[7] :
  - équations de Maxwell (J.C. Maxwell, 1865 sur la base des travaux de M. Faraday) ;
  - puis force de Lorentz (H. Lorentz, 1895) exercée par un champ électromagnétique sur une particule chargée ;
  - application à la lumière considérée comme une onde électromagnétique dans le cadre de l'optique ondulatoire (ou optique physique) ;
- la thermodynamique classique, théorie des échanges d'énergie sous forme de chaleur et de travail[8] :
  - premier et second principe de la thermodynamique, d'origine phénoménologique (R. Clausius, 1850, et N.L.S. Carnot, 1824) ;
  - puis théorie cinétique des gaz avec la statistique de Maxwell-Boltzmann (J.C. Maxwell, 1860, et L. Boltzmann, 1877) ;
  - rapidement développée en thermodynamique statistique (ou physique statistique, J.W. Gibbs, 1884)[9] ;
- les théories classiques du chaos et des systèmes non linéaires [10];
- voire, du point de vue quantique, la relativité restreinte (A. Einstein, 1905) et la relativité générale (A. Einstein, 1915)[3].

## Histoire de la physique classique

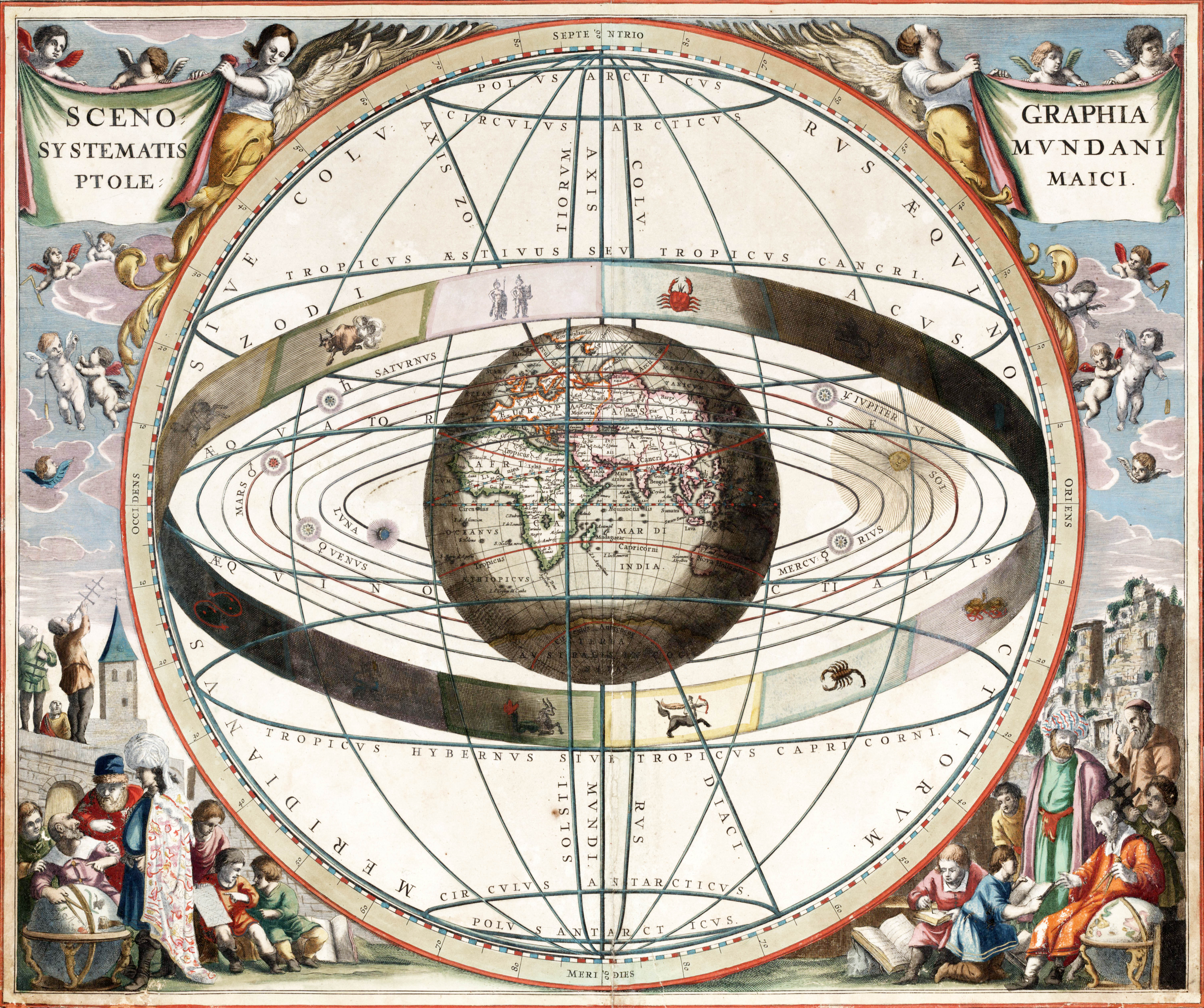
Représentation du système de Ptolémée

L'histoire de la physique classique coïncide avec l'histoire de la physique jusqu'au début du XXe siècle, et se confond avec l'histoire de toutes les autres sciences.
Pour caractériser cette histoire, on peut reprendre le concept de bifurcation, popularisé par Michel Serres en histoire des Sciences : de longues périodes de développement continu (et lent) séparées par des changements de paradigme, qui lancent la recherche sur des voies nouvelles et productives.
Avec une vision sans doute trop centrée sur l'Occident, le premier âge d'or de la physique classique correspond à l'essor de la pensée philosophique grecque, auquel est attachée l'oeuvre monumentale de Aristote (Physique), qui allait servir de guide à la Science jusqu'à la fin du Moyen Âge. Puis la « science grecque cheminera ensuite vers le monde occidental par l'intermédiaire arabe » (voir le chapitre 6 de la ref).
Le nom de Galilée est souvent associé à la grande bifurcation vers la méthode scientifique moderne, basée sur l'expérimentation et l'abstraction mathématique (voir le chapitre 9 de la ref) ; avec Newton, Leibniz et bien d'autres, la mécanique - que l'on nomme classique de nos jours-  a été établie comme la science reine pendant deux siècles, s'appuyant sur les outils mathématiques du calcul différentiel et intégral. A partir du milieu du XIXème siècle, la physique a élargi son domaine avec l'optique, la thermodynamique et l'électromagnétisme.
D'un point de vue historique, l'ère de la physique classique se termine au début du XXème siècle avec les deux grandes bifurcations : d'une part vers la mécanique quantique dans l'infiniment petit et d'autre part vers la relativité générale dans l'infiniment grand. Cependant. Il faut noter que la physique classique ne s'est pas figée avec l'avènement de ces 2 paradigmes majeurs ; elle a continué à se développer en étudiant de nouveaux états de la matière (comme la matière molle), les systèmes dynamiques non linéaires, et plus généralement un ensemble de thèmes regroupés dans la science de la complexité.

## Concepts de la physique classique
La physique étudie les phénomènes naturels de l'univers ; selon les bases établies par Newton, elle repose sur 4 catégories : la matière (solides, liquides, ondes,...), qui évolue en fonction de son énergie dans un référentiel d'espace-temps. A posteriori, de manière symétrique aux postulats des relativités restreinte et générale, on peut définir les postulats qui sont à la base de la physique classique à partir du XVIIème siècle, même s'ils n'ont pas toujours été explicités formellement.

### Espace et temps

Le système GPS utilise la théorie de la relativité pour calculer la distance exacte entre deux points. Son fonctionnement est donc une indication tangible du fait que l'espace et le temps sont différents de ce qu'il était supposé dans la physique classique.

Dans la physique classique, l'espace et le temps sont considérés comme des grandeurs fondamentales et continues, perçues de la même manière par tous les observateurs ; leur existence est une condition préalable à l'existence des lois physiques. Même si on utilise le concept d'espace-temps (cf. article « Espace-Temps», ref), l'espace (à 3 dimensions) et le temps (1 dimension) sont indépendants l'un de l'autre.
L'espace est euclidien, les axiomes de la géométrie d'Euclide s'appliquent, avec notamment comme conséquence que la plus courte distance d'un point à un autre est la ligne droite et que le théorème de Pythagore est valide.
Avec nos connaissances actuelles, il apparait que la vitesse de la lumière était supposée infinie ; l'action a distance entre les objets -qui intriguait Newton- se propage de manière instantanée ; et deux évènements se produisant au même temps (universel) peuvent être considérés comme simultanés, s'ils ont lieu dans deux référentiels d'espace différents, même en mouvement l'un par rapport à l'autre.

### Relativité galiléenne
Avant Galilée, souvent sous-tendu par des considérations religieuses, on postulait l'existence d'un espace fixe et absolu, pour repérer la position de tous les évènements. Il était admis que ce référentiel était lié à la Terre, centre du monde. Dans ce repère fixe, les notions d'immobilité et de mouvement sont clairement distinctes. Avec son image d'un objet lâché du haut d'un mât d'un navire en translation uniforme, Galilée va mettre en cause ce principe et postule -dans une formulation moderne- que les lois de la physique sont identiques dans deux référentiels en translation uniforme l'un par rapport à l'autre.
On en déduit les lois de composition des vitesses des mobiles lorsqu'on les exprime dans deux référentiels en mouvement relatif (cf. article « Espace-Temps», ref) . La non-compatibilité des deux  théories classiques de la relativité galiléenne et de l'électro-magnétisme (équations de Maxwell) sera à l'origine du développement de la théorie "moderne" de la relativité restreinte.

### Principe de moindre action et symétries
La formulation lagrangienne des lois de la mécanique est la base d'une description unifiée des lois de la dynamique, à partir du principe de moindre action. Ce principe, formulé au XVIIIème siècle, trouvera plus tard son extension immédiate en mécanique quantique et relativité générale. Au début du XXème siècle, la mathématicienne E Noether énoncera un théorème fondamental qui associe les grandeurs conservées (invariants) d'un système aux symétries de son lagrangien ; ce théorème permettra d'interpréter, a posteriori, les lois de conservation observées en physique classique, comme la conservation de l'énergie ou du moment angulaire.

### Déterminisme
La formulation la plus claire du déterminisme dans les sciences est due à Pierre Simon Laplace, qui en fait un principe universel (cf. article « Déterminisme», ref) :

« Nous devons envisager l'état présent de l'univers comme l'effet de son état antérieur, et comme la cause de celui qui va suivre. Une intelligence qui, pour un instant donné, connaîtrait toutes les forces dont la nature est animée et la situation respective des êtres qui la composent, si d'ailleurs elle était assez vaste pour soumettre ces données à l'analyse, embrasserait dans la même formule les mouvements des plus grands corps de l'univers et ceux du plus léger atome : rien ne serait incertain pour elle, et l'avenir, comme le passé, serait présent à ses yeux. »

— Pierre-Simon Laplace, Essai philosophique sur les probabilités (1814)
Dans cette vision classique, le hasard n'existe pas ; à partir d'une condition initiale, les systèmes évoluent vers un état final unique et -théoriquement- prédictible. Le hasard n'apparait que comme lié à des conditions initiales mal déterminées et/ou des causes cachées (cf. article « Hasard », ref). La mécanique quantique allait contredire cette affirmation.
La plupart des assertions de cette section vont être remises en cause au cours du XXème siècle, non pas parce qu'elles sont fausses, mais en démontrant que les principes à la base de la physique classique sont des approximations dans un domaine d'application restreint, de principes plus généraux.